# マデリン・ハリス
マデリン・ハリス（Madeleine Harris, 2001年4月28日 - ）は、イギリスの女優。

## 略歴
マデリン・ハリスはロンドンとサマセットのシェプトン・マレットで育つ。ハリスが12歳の時に俳優のイドリス・エルバにパブで会った。彼女はいかに自分が演技が好きでエルバの大ファンであることを伝えた。そうしてエルバは自分のエージェントとハリスとの契約ができるように話をつけた。
2012年にテレビドラマの『カジュアリティ(CASUAL+Y)』 に出演したのが、ハリスのプロの女優として初めて仕事である。ハリスは、自動車事故を引き起こしたイジ・フォレスターを演じた。その後、『白の女王(The White Queen)』 と『私とジョーンズ(Me and Mrs Jones)』 にも出演した 。2013年には『ビーイング・ヒューマン』 で年齢460歳の吸血鬼ヘティを演じた。
2014年、ハリスは100人以上の候補者から『パディントン』のジュディ・ブラウンの役を勝ち取る 。この映画でハリスはヒュー・ボネヴィル、 サリー・ホーキンス、 ジュリー・ウォルターズ、ジム・ブロードベント, ピーター・カパルディそしてニコール・キッドマンと共演した。ハリスの演じたジュディ・ブラウンは、パディントンと一緒に住むブラウン一家の長女である。続編である『パディントン2』にも出演した。
2012年から2016年にかけてはコメディドラマの『マン・ダウン(Man Down)』にカレン役で出演した。
2014年現在、ハリスは学校に通っており、学業と女優業の両方をこなしている。女優だけでなく他の種類の芸能活動も好む。また、小さいころからの自分自身の話を書くのを楽しんでいる。

## 主な出演作品
| 公開年    | 作品名                          | 役名                     | 備考                    |
| --------- | ------------------------------- | ------------------------ | ----------------------- |
| 2012      | カジュアリティ                  | イジ・フォレスター       | テレビシリーズ/2話出演  |
| 2012      | チャールズ・ディケンズ ショー   | ベッツィ                 | テレビシリーズ/1話出演  |
| 2012      | 私とジョーンズ                  | ポピィ                   | テレビシリーズ/4話出演  |
| 2013      | ビーイング・ヒューマン          | ヘティ                   | テレビシリーズ/1話出演  |
| 2013      | 白の女王                        | ヨークのマーガレット王女 | テレビシリーズ/2話出演  |
| 2013      | お隣のサイコパス                | ケティ・ノーラン         | テレビ映画              |
| 2014      | パディントン                    | ジュディ・ブラウン       |                         |
| 2013–2016 | マン・ダウン                    | カレン                   | テレビシリーズ/14話出演 |
| 2016      | 父、ブラウン                    | ミリィ・レ・ブロス       | テレビシリーズ/1話出演  |
| 2017      | パディントン2                   | ジュディ・ブラウン       | [ 13 ]                  |
| 2024      | パディントン 消えた黄金郷の秘密 | ジュディ・ブラウン       |                         |

## 参照
1. ↑  Henn, Peter (2014年12月2日). “Schoolgirl talks of her lead role in Paddington film.”. Daily Express 2016年4月12日閲覧。
2. ↑  BBC Oneで放映されている連続医療ドラマ(2017年現在)。
3. ↑  BBC Ontの10回シリーズの歴史ドラマ。
4. ↑  BBC One の連続コメディ。1シーズンのみの放映で打ち切られた。
5. 1 2  Furness, Hannah (2014年12月2日). “Paddington schoolgirl set for stardom after meeting Idris Elba”. Daily Telegraph 2016年4月12日閲覧。
6. ↑  BBC Threeの連続ドラマ。
7. ↑  “Being Human Underground”. 2015年4月16日時点のオリジナルよりアーカイブ。2016年4月12日閲覧。
8. ↑  Robinson, Julian (2014年12月2日). “British schoolgirl, 13, picked to star alongside Hugh Bonneville, Julie Walters ... and Paddington Bear in new movie.”. Daily Mail 2016年4月12日閲覧。
9. ↑  Trim, Liam (2017年10月31日). “All you need to know about Paddington 2 and its Somerset links”. somersetlive 2017年11月20日閲覧。
10. ↑  Lee, Veronica (2013年10月19日). “Man Down, Channel 4. Promising start for Greg Davies's sitcom.”. Theartsdesk.com. 2016年4月12日閲覧。
11. ↑  Moody, Becca (2015年7月6日). “Man Down, Series 2.”. Moodycomedy.co.uk. 2016年4月12日閲覧。
12. ↑  “Young film stars to host Q&A at Hertford Children's Book Festival”. Hertfordshiremercury.co.uk. (2015年9月25日) 2016年4月12日閲覧。
13. ↑  CS (2016年10月18日). “Hugh Grant and Brendan Gleeson Join Paddington 2”. 2017年6月29日閲覧。